# Ставинська волость
Ставянська волость — адміністративно-територіальна одиниця Київського повіту Київської губернії з центром у селі Стави.
Станом на 1885 рік складалася з 6 поселень, 5 сільських громад. Населення — 4914 осіб (2363 чоловічої статі та 2551 — жіночої), 686 дворових господарства.
|                     | Площа, десятин | У тому числі орної, дес. |
| ------------------- | -------------- | ------------------------ |
| Сільських громад    | 4488           | 3279                     |
| Приватної власності | 4986           | 4409                     |
| Іншої власності     | 112            | 98                       |
| Загалом             | 9586           | 7786                     |

За даними 1900 рік у волості було 5 сіл та 1 хутір. Населення зросло до 9126 осіб (4537 чоловічої статі та 4589 — жіночої). За вірою налічувалось: православних — 8927, юдеїв — 177, католиків — 12, лютеран — 4, магометан — 1, інших вірувань — 15.
|                       | Площа, десятин       | У тому числі орної     | Площа під сіножаті   |
| --------------------- | -------------------- | ---------------------- | -------------------- |
| Належить поміщиками   | 5761 дес. 965 сажень |                        |                      |
| Церквам та монастирям | 131 дес. 274 сажень  |                        |                      |
| Загалом               | 11669 дес. 85 сажень | 10160 дес. 2044 сажень | 1101 дес. 991 сажень |

Поселення волості на 1885 рік:
- Стави — колишнє власницьке село при річці Горохуватка, 1200 осіб, 152 двори, православна церква, школа, 2 постоялих будинки, 2 лавки. За версту — паровий млин і пивоварний завод.
- Бендюгівка — колишнє власницьке село при безіменній річці, 607 осіб, 81 двір, школа, 2 постоялих будинки.
- Липовець — колишнє власницьке село при річці Росава, 1118 осіб, 171 двір, православна церква, 2 школи, 2 постоялих будинки, лавка, водяний і вітряний млини, винокурний завод.
- Тернівка — колишнє власницьке село при безіменній річці, 347 осіб, 59 дворів, православна церква, постоялий будинок, 3 вітряних млини, цегельний завод.
- Шубівка — колишнє власницьке село при безіменній річці, 1431 особа, 215 дворів, православна церква, школа, 3 постоялих будинки, лавка.

Старшинами волості були:
- 1909—1910 роках — Яків Єфремович Ятленко[3],[4];
- 1912—1915 роках — Іван Миколайович Козенко[5],[6],[7].